# 꽃파당: 조선혼담공작소
《꽃파당: 조선혼담공작소》는 2019년 9월 16일부터 2019년 11월 5일까지 방송된 JTBC 월화 드라마이다.

## 줄거리
만인지상인 왕이 자신의 첫사랑을 사수하기 위해 조선 최고의 매파당 '꽃파당'을 만나 조선에서 가장 천한 여인 개똥을 가장 귀한 여인으로 만들려는 그들의 목숨을 건 조선 혼담 대 사기극.

## 등장 인물

### 주요 인물
- 김민재 : 마훈 역 (아역 최승훈) - 왕 (이수)의 여자(개똥)를 사랑하는 중매쟁이.
- 공승연 : 개똥 역 (아역 이고은) - 왕 (이수)의 첫사랑.
- 서지훈 : 이수 / 김수 역 (아역 차성제) - 첫 사랑에 목숨 건 순정파 왕. 개똥과 혼인을 올리던 중 갑자기 왕이 됨.
- 박지훈 : 고영수 / 칠놈이 역 - 조선 최고의 이미지 컨설턴트. 과거 현상금 수배범.
- 변우석 : 도준 역 (아역 이승우) - 한량이 된 바른 생활 도령.

### 마훈의 주변 인물
- 박호산 : 마봉덕 역 - 영의정. 마훈의 아버지이자 세상을 발 아래 두려는 야욕 가득한 사내.
- 정윤석 : 마준 역 - 마훈의 형.

### 개똥의 주변 인물
- 장유상 : 강 역 (아역 박상훈) - 개똥의 잃어버렸던 오라버니.

### 이수의 주변 인물
- 이윤건 : 이문석 역 - 이수의 호위 무사이자 내금위장.
- 하회정 : 장 내관 역 - 이수의 내관.
- 안다비 : 세아 역 - 이수의 침소 나인.

### 도준의 주변 인물
- 고원희 : 강지화 역 - 조선 제일의 남자를 선택하는 여인.  좌의정 강몽구의 딸.
- 정재성 : 강몽구 역 - 좌의정. 역전을 노리는 정치가. 도준의 삼촌.
- 김혜지 : 섬섬 역 - 도준의 조력자이자 도준을 흠모하는 월향관 최고 기생.

### 그 외 인물
- 권소현 : 대비 윤씨 역 - 마봉덕의 처조카.
- 진수현 : 최 상궁 역 - 대비의 심복.
- 정의제 : 현 역 - 마봉덕의 호위 무사.
- 박보미 : 춘심 역 - 강지화의 몸종.
- 이채원 : 마정화 역 - 마봉덕의 재종 질녀. 초 간택 단자 후보.
- 최이선 : 태수 역 - 꽃파당 하인.
- 미상 : 탁수 역 - 꽃파당 하인.
- 김선화 : 조씨부인 역
- 박정언 : 향낭가게 주인 역
- 전은미 : 포목점 상인 역

### 특별출연
- 우현 : 내의원 의원 역.
- 조련 : 주막 주모 역.
- 조성하 : 조선의 왕 역 - 이수의 아버지.
- 고수 : 왕세자 역 - 이수의 형.
- 장수원 : 장인성 역.
- 박수영 : 이은영 낭자 역.
- 안세하 : 보부상 역 - 김수(이수)에게 꽃파당 매파들 설명하는 남자역.
- 이수지 : 오낭자 역.
- 김지훈 : 사냥꾼 역.
- 지일주 : 이형규 역.
- 서경화 : 이형규 모 역.
- 이연두 : 최지영 역 - 이형규의 정혼녀.
- 손창민 : 윤동석 역 - 죽은 윤수연의 아버지.
- 최진혁 : 무관 역.
- 이세영 : 무당 역.
- 안상태 : 껄떡쇠 역.
- 임지은 : 임씨부인 역 - 마훈의 형수, 마화정의 어머니.
- 재이 : 마화정 역 - 마봉덕의 조카. 마훈의 사촌 여동생. 임씨 부인의 딸.
- 정지윤 : 도준의 어머니 역.
- 오정세 : 무관 부사정 역 - 풍등 날리는 다리 위에서 개똥이에게 썸타기 하던 남자.
- 오정태 : 문관 좌랑 역 - 저잣거리에서 개똥이에게 썸타기 하던 남자.
- 권혁수 : 내시 역 - 간택 심사하러 나온 내시.
- 김기무 : 망나니 역 - 칠놈이(고영수)를 가르치던 망나니.
- 다니엘 린데만 : 다니엘 역 - 꽃파당에 혼사를 의뢰하러 온 독일 남자.

## 참고 사항
- JTBC 월화 드라마 사극 처음 작품하였다.
- 교보문고 제2회 스토리공모전 수상작.
- 10월 1일 《JTBC 뉴스룸 긴급대토론》 편성 관계로 밤 11시에 방송되었다.

## 시청률
최저 시청률과 최고 시청률은 시청률 조사회사와 지역별로 시청률에 차이가 있을 수 있습니다.
| 2019년      | 2019년                            | 2019년      | 2019년      | 2019년         | 2019년       |
| 회차        | 부 제                             | 부 제       | 방송일      | AGB 시청률     | AGB 시청률   |
| 회차        | 꽃말                              | 꽃          | 방송일      | 대한민국(전국) | 서울(수도권) |
| ----------- | --------------------------------- | ----------- | ----------- | -------------- | ------------ |
| 제1회       | 하늘이 내린 인연                  | 비비추      | 9월 16일    | 4.278%         | 4.983%       |
| 제2회       | 수줍음                            | 수국        | 9월 17일    | 3.752%         | 4.145%       |
| 제3회       | 그리움                            | 백일홍      | 9월 23일    | 3.356%         | 3.401%       |
| 제4회       | 수줍음                            | 자약        | 9월 24일    | 3.496%         | 3.997%       |
| 제5회       | 비밀스런 사랑                     | 나도바람꽃  | 9월 30일    | 3.056%         | 3.299%       |
| 제6회       | 두근거리는 마음                   | 자귀나무    | 10월 1일    | 3.017%         | 3.325%       |
| 제7회       | 두번째 기회                       | 박하꽃      | 10월 7일    | 3.297%         | 3.431%       |
| 제8회       | 이루어질 수 없는 사랑             | 상사화      | 10월 8일    | 2.984%         | 3.185%       |
| 제9회       | 마음속에 감춘 사랑                | 나무쑥갓    | 10월 14일   | 3.107%         | 3.195%       |
| 제10회      | 가엾은 사랑                       | 홍황초      | 10월 15일   | 3.167%         | 3.305%       |
| 제11회      | 거짓말                            | 애기나팔꽃  | 10월 21일   | 2.735%         | 2.877%       |
| 제12회      | 당신의 사랑이 걱정입니다          | 과꽃        | 10월 22일   | 2.899%         | 2.757%       |
| 제13회      | 소망                              | 도라지      | 10월 28일   | 2.932%         | 3.396%       |
| 제14회      | 회환                              | 꽃향유      | 10월 29일   | 3.348%         | 3.330%       |
| 제15회      | 나를 건드리지 마세요              | 투구꽃      | 11월 4일    | 3.199%         | 3.361%       |
| 제16회      | 영원히 피고 또 피어서 지지 않기를 | 무궁화꽃    | 11월 5일    | 3.828%         | 4.385%       |
| 평균 시청률 | 평균 시청률                       | 평균 시청률 | 평균 시청률 | 3.278%         | 3.523%       |

## 같이 보기
- 대한민국의 텔레비전 드라마 목록 (ㄱ)
- 2019년 대한민국의 텔레비전 드라마 목록